# Girls/Girls/Boys
"Girls/Girls/Boys" é uma canção da banda de rock americana Panic! at the Disco. A canção foi lançada como o terceiro single de seu quarto álbum de estúdio, Too Weird to Live, Too Rare to Die!, em 22 de julho de 2014. O videoclipe da canção foi dirigido por DJay Brawner.

## Escrita e composição
A canção é uma composição de Brendon Urie e Deallon Weekes. Em entrevista a NPR, Brendon Urie falou sobre a letra da canção:
"Eu acho que você não consegue controlar quem é. É algo que eu mesmo vivi, que as garotas gostam mesmo de meninas e meninos. Garotas são mais sexuais por natureza, muito mais que os meninos".
No dia 22 de agosto de 2014, a People liberou em seu site um vídeo de Brendon Urie cantando "Girls/Girls/Boys" enquanto toca um violão.

## Videoclipe
O videoclipe da canção foi lançado no canal da Fueled by Ramen no Youtube no dia 7 de outubro de 2013. O videoclipe foi dirigido por DJay Brawner, produzido por Charlie Corella, com direção de fotografia por Bryant Jansen e editado por Tony Corella. O videoclipe foi inspirado por "Untitled (How Does It Feel)" de D'Angelo. Em entrevista ao site Digital Journal, o vocalista Brendon Urie falou sobre o videoclipe:
"Na verdade, eu queria fazer uma paródia da música. Sou um grande fã dele (D'Angelo). Para mim, aquele álbum (Voodoo) era fenomenal quando foi lançado. Já queria fazer um vídeo como aquele há um tempo. Eu amei. Queria mostrar que está tudo bem em se sentir confortável em sua própria pele e não deixar as pessoas dizerem quem você é".
No dia 28 de julho de 2014, a banda lançou a versão "corte do diretor" do videoclipe.

## Posição nas paradas
| Paradas Musicais (2014)                     | Melhor posição |
| ------------------------------------------- | -------------- |
| Estados Unidos Billboard Hot Rock Songs     | 31             |
| Estados Unidos Billboard Twitter Top Tracks | 48             |